# 光川環世
光川環世 （みつかわ たまよ、1950年12月20日 - ）は、台湾出身の歌手・女優。本名は李月隋（リ・ユェスイ）。別芸名として井上清子、李玲香、藍芳がある。出生地は台中市。

## プロフィール
台湾台中市にて出生。1955年の5歳の時、父親の中央日報横浜支店長赴任に従って日本へ移住。1957年、小学二年生の時に東宝芸能学院に入り、子役としてテレビドラマに出演するようになる。当初の芸名は井上清子だったが、のちに光川環世に改名した。なお、台湾で公開された映画などでは、李玲香、藍芳などの中国名を名乗った。レコードも出すなど歌手活動も行っていた。なお叔父に、台湾の映画監督・李泉渓がいる。

## 出演作

### 映画
- 敗れざるもの（1964年10月30日、日活）-　上田葉子
- 遙かなる慕情 星のフラメンコ（1966年8月26日、日活）
- 不死身なあいつ（1967年1月14日、日活）　-　みどり
- 嵐来たり去る（1967年5月3日、日活）　-　峰千加子
- めくらのお市 みだれ笠（1969年10月1日、松竹）
- 昭和残侠伝 吼えろ唐獅子（1971年10月27日、東映）
- まむしの兄弟 懲役十三回（1972年2月3日、東映）
- 夜のならず者（1972年3月4日、東映）
- 夜の女狩り（1972年7月30日、東映）-　スン葉子
- 銀蝶流れ者 牝猫博奕（1972年10月25日、東映）
- 実録安藤組 襲撃篇（1973年12月1日、東映）
- 極悪拳法（1974年6月29日、東映）-　お春
- 女必殺拳 危機一発（1974年12月7日、東映）-　李白蘭（大曽根の情婦）

### テレビ

#### 井上清子 名義
- アスファルトジャングル（1965年4月-9月、NET / 東映）
- 七人の刑事 第2シリーズ 第45話「妻の言い分」（1965年6月28日、TBS）
- ライオン奥様劇場（CX）
  - 異母姉妹（1967年） - 楠見暁子
  - 熱砂の慕情（1970年）
- 三匹の侍（CX）
  - 第4シリーズ 第25話「闘い」（1967年3月23日） - 琴路
  - 第6シリーズ 第4話「さらば愛しき女よ」（1968年10月24日） - 早苗
- 泣いてたまるか「僕もガードマン」（1967年4月2日、TBS）
- 文五捕物絵図（1967年4月 - 1968年10月、NHK） - お京
- 青空に叫ぼう（1967年7月 - 1968年3月、NET / 東映）- 太田久美子
- 銭形平次 （CX / 東映京都）
  - 第128話「鏡の中の顔」（1968年10月9日） - お千代
  - 第248話「なさけ深川」（1971年2月3日） - お道
  - 第278話「竜神の棲む海」（1971年9月1日） - お袖
- 素浪人 花山大吉（NET / 東映）
  - 第21話「自分の首を絞めていた」（1969年5月24日） - おゆみ
  - 第55話「大酒喰らって冴えていた」（1970年1月17日） - おみつ
- 水戸黄門 第1部 第23話「初春役者騒動記 -高山-」（1970年1月5日、TBS / C.A.L） - お光
- 男は度胸（1971年、NHK）

#### 光川環世 名義
- 遠山の金さん捕物帳（NET / 東映）
  - 第43話「駆け落ちした女」（1971年5月2日） - おその
  - 第149話「替玉に惚れた女」（1973年5月13日） - さくら
- 大岡越前 第2部 第5話「生きていた男」（1971年6月14日、TBS / C.A.L） - 由里
- 軍兵衛目安箱 第13話「燃える華」（1971年6月30日、NET / 東映） - お京
- 水戸黄門 第2部 第26話「帰ってきた旅烏 -浜田-」（1971年3月22日、TBS / C.A.L） - おきぬ
- 千葉周作 剣道まっしぐら 第38話「男の挑戦」- 里江
- プレイガール 第130話「江戸ッ子恋仁義」（1971年9月27日、東京12ＣＨ / 東映） - 若葉・静乃 2役
- キイハンター 第245話「エロチカ! 口紅殺人事件」（1972年） - えり子
- 木枯し紋次郎 第15話「背を陽に向けた房州路」（1972年5月6日、CX） - 深雪
- お祭り銀次捕物帳 第7話「怪談 殺された幽霊」（1972年6月17日、CX / 東映） - おさと
- 続・木枯し紋次郎 第9話「錦絵は十五夜に泣いた」（1973年1月13日、CX）- お糸
- 地獄の辰捕物控 第2話「御用金に死を招く」（1972年10月12日、NET / 東映）
- 大江戸捜査網（12ch / 日活）
  - 第68話「十手をすてた男」（1972年7月8日） - 美保
  - 第98話「明日を賭けた賞金首」（1973年2月3日） - 秋乃
  - 第108話「裁くのは俺だ!」（1973年10月13日） - お葉
  - 第158話「さまよえる暗殺集団」（1974年） - 京極志乃
- GO!GOスカイヤー 大空の勇者（1973年4月-7月、CX / 大映テレビ）
- 土曜日の女シリーズ / 明日に喪服を（1973年、NTV）
- 荒野の用心棒（NET / 三船プロ）
  - 第19話「女囚は残酷の沼に沈んで…」（1973年8月7日） - 加奈
  - 第33話「反逆の牙は暁を裂いて…」（1973年11月13日） - 綾
- 銀座わが町（1973年4月-1974年3月、NHK）
- 子連れ狼（NTV / ユニオン映画）
  - 第1部 24話「なみだ糸」（1973年9月） - 笠間千鶴
  - 第2部 21話「袖志の女」（1974年8月） - シオ
- 非情のライセンス 第1シリーズ 第31話「兇悪の報酬」（1973年11月1日、NET / 東映） - 牧子
- アイフル大作戦（TBS / 東映）
  - 第35話「東京－沖縄 華やかな大追跡」（1973年12月8日）
  - 第40話「暑い南の島のストーブリーグ戦」（1974年1月12日）
- 荒野の素浪人 第2シリーズ（NET / 三船プロ）
  - 第3話「狼の挽歌」（1974年1月15日） - 千世
  - 第27話「土砂降り」（1974年7月2日） - 小野寺八重
- いただき勘兵衛 旅を行く 第19話「空家に花が咲いたとさ」（1974年2月21日、NET / 東映） - お波
- 愛ぬすびと（1974年4月-8月、THK）
- 水戸黄門 第5部 第9話「黒い奉書紙 -福井-」（1974年5月27日、TBS / C.A.L） - お咲
- 伝七捕物帳 第33話「情が結ぶ廻し文」（1974年6月11日、NTV / ユニオン映画） - お町
- ぶらり信兵衛 道場破り 第46話「鍔鳴り浪人」（1974年8月29日、CX / 東映） - 千代
- 右門捕物帖（NET / 東映）
  - 第25話「影を斬る男」(1974年)
  - 第47話「しあわせ」(1975年)
- おんな浮世絵 紅之介参る! 第1話「八百八町コマが舞う」（1974年10月6日、NTV / ユニオン映画）

## レコード
- 熱砂の慕情

## 参照
- 映画をけったジュディ・オングと井上清子（『週刊TVガイド』1967年7月21日号、通巻255号　30ページ～31ページ）